# NGC 5098A
NGC 5098A (другие обозначения — MCG 6-29-77, ZWG 189.52, PGC 46529) — эллиптическая галактика (E) в созвездии Гончие Псы.
Изображения рентгеновской яркости с телескопа Чандра показывают диффузное излучение со спиральной структурой, центрированной на NGC 5098А. Спиральная структура на картах рентгеновской поверхностной яркости и температуры, смещение между пиком холодного газа и центральным активным галактическим ядром предполагает выплескивание газа в ядре. Наиболее вероятным источником возмущений является близлежащая галактика NGC 5098B.
Этот объект входит в число перечисленных в оригинальной редакции «Нового общего каталога».